# Chiloscyphus minor
Chiloscyphus minor là một loài rêu tản trong họ Lophocoleaceae. Loài này được (Nees) J.J. Engel & R.M. Schust. miêu tả khoa học lần đầu tiên năm 1984.

## Hình ảnh

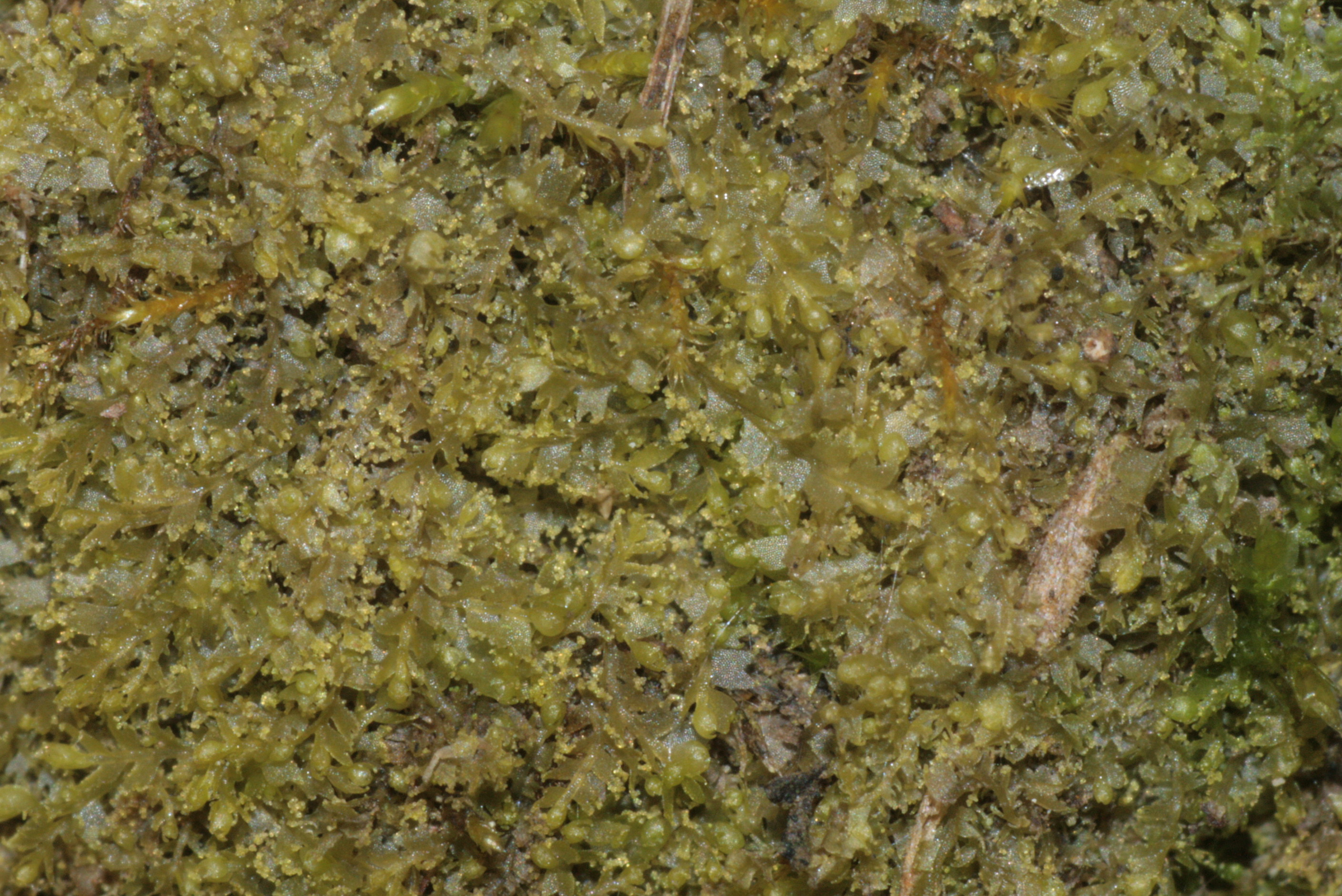
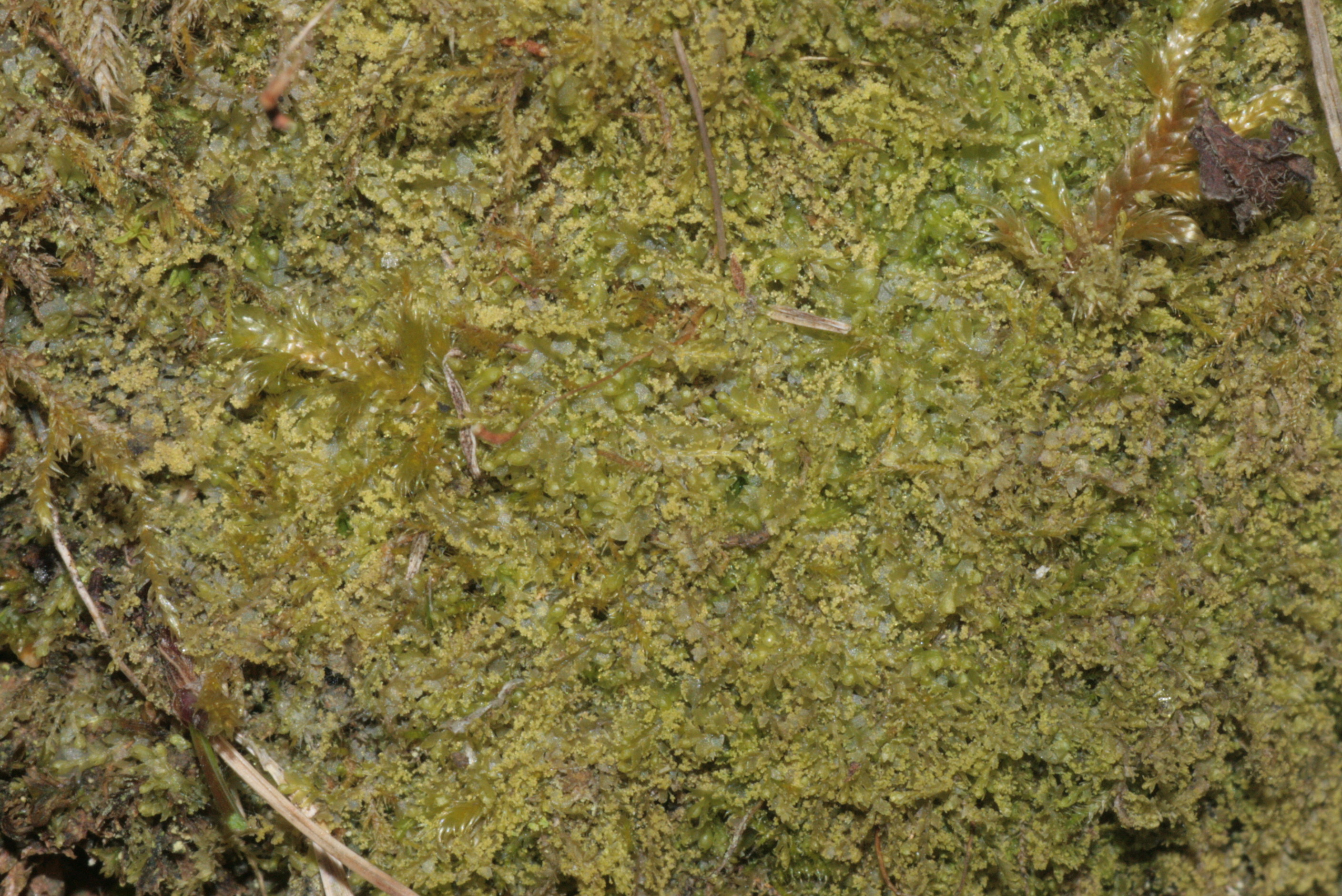
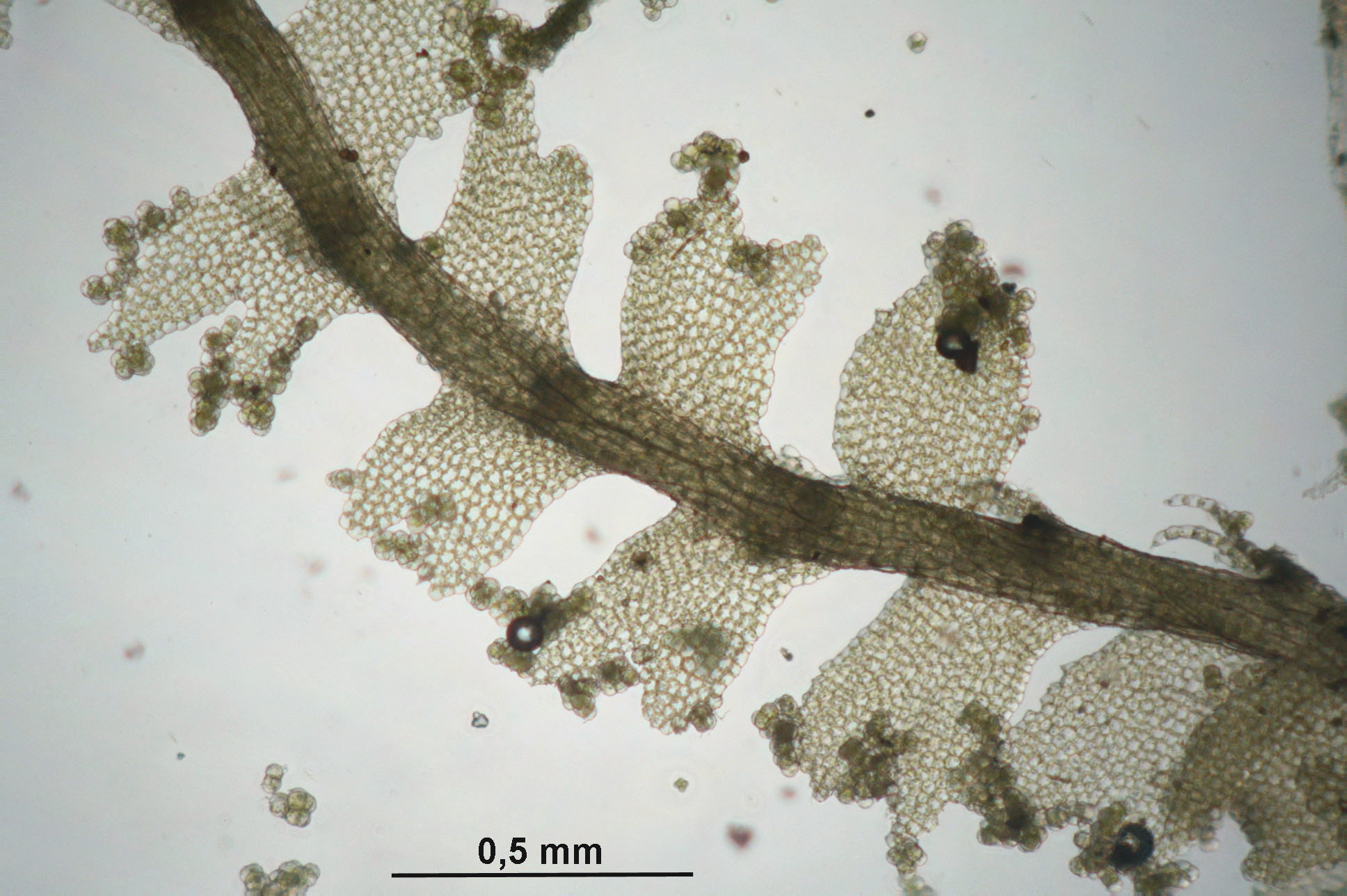
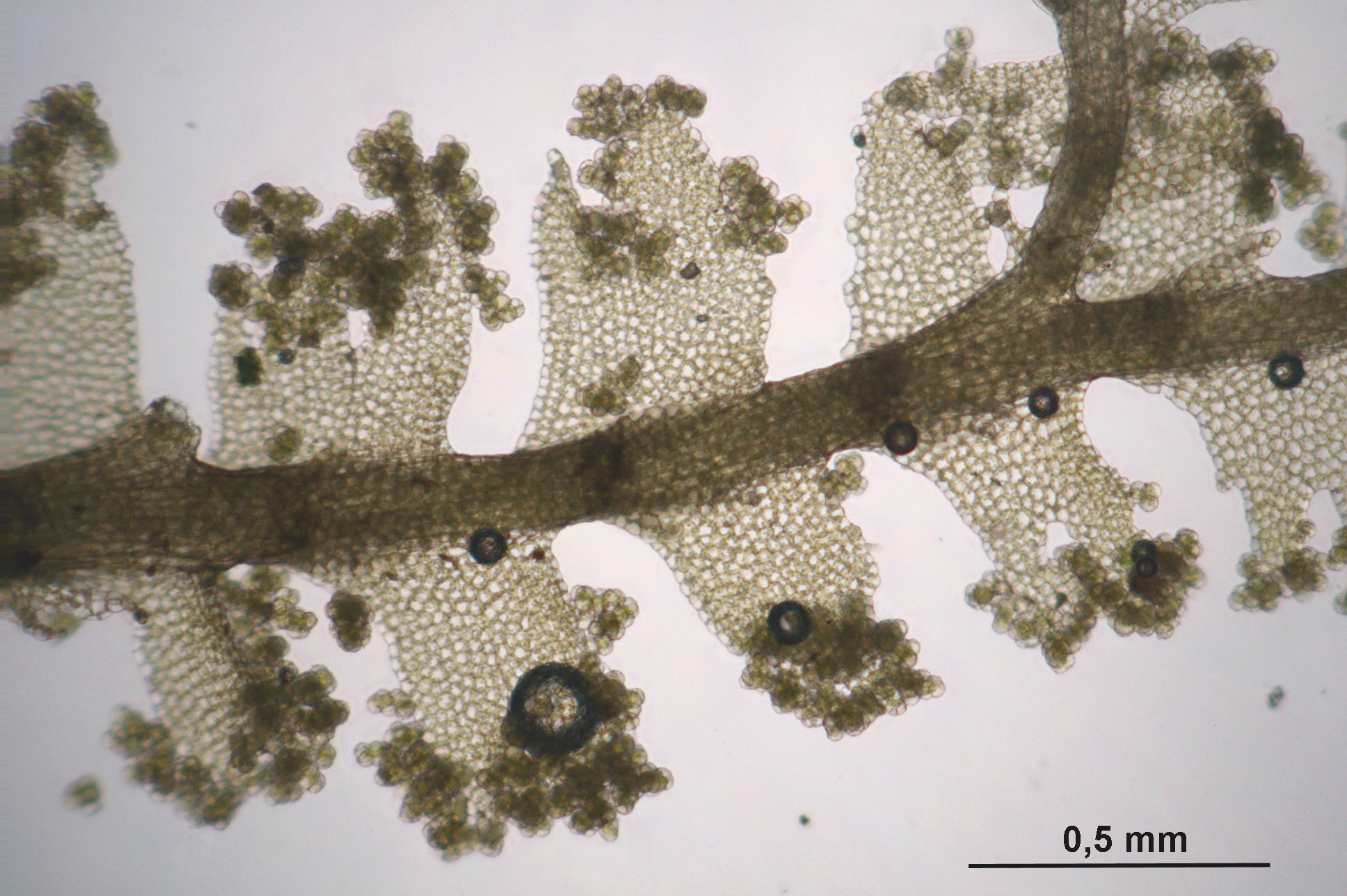